# Pseudagrion laidlawi
Pseudagrion laidlawi är en trollsländeart som beskrevs av Fraser 1922. Pseudagrion laidlawi ingår i släktet Pseudagrion och familjen dammflicksländor. IUCN kategoriserar arten globalt som livskraftig. Inga underarter finns listade i Catalogue of Life.